# Ларн
За едноименния град в Уелс вижте Ларн (Уелс).
Ларн (на английски: Larne; на ирландски: Latharna) е град в североизточната част на Северна Ирландия. Разположен е на брега на Ирландско море в графство Антрим на 22 km северно от столицата Белфаст. Главен административен център на район Ларн. Има пристанище, ферибот, който пътува до Англия и Шотландия и крайна жп гара по линията Белфаст-Ларн. Населението му е 18 228 жители по данни от преброяването през 2001 г.

## Спорт
Представителният футболен отбор на града се казва ФК Ларн. Дългогодишен участник е в Североирландската чампиъншип лига.

## Личности
Родени
- Хари Тоуб (1925-2009), североирландски киноартист

## Побратимени градове
- Клоувър, Южна Каролина, САЩ